# IC 4162
IC 4162 је елиптична галаксија у сазвјежђу Береникина коса која се налази на листи објеката дубоког неба у Индекс каталогу.
Деклинација објекта је + 20° 33' 16" а ректасцензија 13h 5m 3,0s. Привидна величина (магнитуда) објекта IC 4162 износи 15,0 а фотографска магнитуда 16,0.